# 標的化ドラッグデリバリー
標的化ドラッグデリバリー（ひょうてきかドラッグデリバリー、英: targeted drug delivery）は、スマートドラッグデリバリー（英: smart drug delivery）とも呼ばれ、体内のある部分の薬物濃度を他の部分に比べて高くすることで、薬物を患者に送達する方法である。この送達方法は、従来のドラッグデリバリーの欠点に対抗するために、ナノ粒子を介した薬物送達の使用を計画するナノメディシンに基づいている。これらのナノ粒子には薬物が充填（じゅうてん）され、病変組織が存在する体の特定の部分を標的とするため、健康な組織との相互作用は回避される。標的化ドラッグデリバリーシステムの目標は、病変組織との薬物相互作用を延長し、局在化し、標的化し、保護することである。従来のドラッグデリバリーシステムは、生体膜を横切って薬物を吸収するのに対し、標的化放出システム（英: targeted release system）は、剤形で薬物を放出する。標的化放出システムの利点は、患者が服用する用量の頻度の減少、薬物のより均一な効果、薬物の副作用の減少、循環薬物レベルの変動の減少である。このシステムの欠点はコストが高いことで、これにより生産性が悪くなり、投与量の調整能力が低下することである。
標的化ドラッグデリバリーシステムは、再生医療を最適化するために開発されている。このシステムは、一定量の治療薬を体内の標的となる患部に長期間にわたって送達する方法に基づいている。これにより、体内で必要な血漿および組織の薬物レベルを維持するのに役立ち、それによって薬物による健康な組織への損傷を防ぐ。ドラッグデリバリーシステムは高度に統合されており、このシステムを最適化するためには、化学者、生物学者、技術者などの様々な分野の力を合わせる必要がある。

## 背景
経口摂取や血管内注射などの従来のドラッグデリバリーシステムでは、薬物が全身的な血液循環を介して全身に分配される。ほとんどの治療薬では、投与された薬物の約99％が腫瘍部位に到達しない化学療法などのように、影響を受ける臓器に到達する薬物はごく一部にすぎない。一方、標的化ドラッグデリバリーでは、残りの組織における薬物の相対濃度を低下させながら、目的の組織に薬物を集中させることを目指している。たとえば、宿主の防御機構を回避し、肝臓と脾臓での非特異的分布を阻害することにより、システムはより高い濃度で意図された作用部位に到達することができる。標的化デリバリーは、副作用を減らしながら有効性を改善すると考えられている。
標的化放出システムを実施する際には、システムの次の設計基準を考慮しなければならない。すなわち、薬物の特性、薬物の副作用、薬物の送達にかかる経路、標的部位、および疾患である。
新規治療法への開発を増やすには制御された微小環境が必要で、それは標的化ドラッグデリバリーによって副作用を回避できる治療薬の導入によってのみ達成される。心臓組織への標的化ドラッグデリバリーの分野における進歩は、心臓組織を再生するための不可欠な要素となると考えられている。
標的化ドラッグデリバリーには、いくつかの抗体薬のような能動的な標的化ドラッグデリバリーと、血管透過性・滞留性亢進効果（EPR効果）などの受動的な標的化ドラッグデリバリーの2種類がある。

## 標的化方法
ナノ粒子を病変組織のみの領域に集中させる能力は、受動的または能動的のどちらか一方または両方の標的化手段によって達成される。

### 受動的標的化
受動的標的化（英: passive targeting）では、薬物の効果は循環時間に直接関連している。これは、ナノ粒子をある種のコーティングで覆うことによって達成される。いくつかの物質がこれを達成することができ、そのうちの1つがポリエチレングリコール（PEG）である。ナノ粒子の表面にPEGを添加することによって親水性になり、水分子が水素結合を介してPEG上の酸素分子に結合できるようになる。この結合の結果、ナノ粒子の周りに水和膜が形成され、抗貪食性（こうどんしょくせい＝体による異物除去に抵抗する性質）にさせる。この粒子は、単核貪食細胞系（または網状内皮系、RES）にとって自然な疎水性相互作用によってこの特性を得ることができる。したがって、薬物を充填したナノ粒子は、より長期間循環し続けることができる。サイズが10～100ナノメートルのナノ粒子は、受動的標的化のこの機構と連動して働くために、長期間にわたって全身的な循環をすることがわかっている。

### 能動的標的化
薬物を装填したナノ粒子の能動的標的化（英: active targeting）は、受動的標的化の効果を高めて、ナノ粒子を標的部位により特異的にさせる。能動的標的化を実現するには、いくつかの方法がある。体内の病変組織のみを積極的に標的化する一つの方法は、薬物が標的とする細胞上の受容体の性質を知ることである。次に研究者は、ナノ粒子が相補的な受容体を持つ細胞に特異的に結合する細胞特異的リガンドを利用できる。この形式の能動的標的化は、細胞特異的リガンドとしてトランスフェリンを利用したときに成功することが見いだされた。トランスフェリンはナノ粒子に結合して、トランスフェリン受容体を介したエンドサイトーシス機構を膜上に持つ腫瘍細胞を標的とした。この標的化の手段は、非共役ナノ粒子とは対照的に、取り込みを増加させることが判明した。
能動的標的化は、通常、磁気共鳴画像法（MRI）において造影剤として機能するマグネトリポソーム（磁性リポソーム）を利用することによっても達成できる。このように、これらのリポソームに所望の薬物を移植（接ぎ木のように）して身体の領域に送達することによって、磁気位置決めがこのプロセスを促進できる。
さらにナノ粒子には、pH応答性のある材料を利用するなど、標的部位に特異的なトリガー（引き金）によって活性化される能力を持っている可能性がある。体の大部分は一貫した中性のpHを持っている。ただし、体の一部の領域は、他の領域よりも自然な酸性であるため、ナノ粒子が特定のpHに遭遇したときに薬物を放出することにより、この能力を利用できる。もう一つの特別なトリガー機構は、酸化還元電位に基づいている。腫瘍の副作用の一つに低酸素症があり、これは腫瘍の近くの酸化還元電位を変化させる。薬物を放出する酸化還元電位を変更することによって、小胞は、異なるタイプの腫瘍に選択的になる。
薬物を充填したナノ粒子は、受動的および能動的な標的化の両方を利用することで、従来の薬物よりも高い利点を持つようになる。それは、細胞特異的リガンド、磁気位置決め、またはpH応答性材料の使用を通じて、標的に首尾よく引き付けられるまで、長時間にわたって体内を循環できることである。これらの利点のために、薬物を充填したナノ粒子が病変組織のみに影響を与える結果、従来の薬物による副作用は大幅に減少する。しかし、ナノ毒性学として知られる新たな分野では、ナノ粒子自体が、それ自体の副作用を伴って環境およびヒトの健康の両方に脅威をもたらす可能性が懸念されている。能動的標的化は、ペプチドをベースとした薬物標的化システムによっても実現可能である。

## デリバリー担体
ドラッグデリバリー担体（英: drug delivery vehicle）には、高分子ミセル、リポソーム、リポタンパク質ベースのドラッグキャリア、ナノ粒子薬物担体、デンドリマーなど、さまざまな種類がある。理想的なドラッグデリバリー担体は、無毒、生体適合性、非免疫原性、生分解性があり、宿主の防御機構による認識を回避しなければならない。

### リポソーム

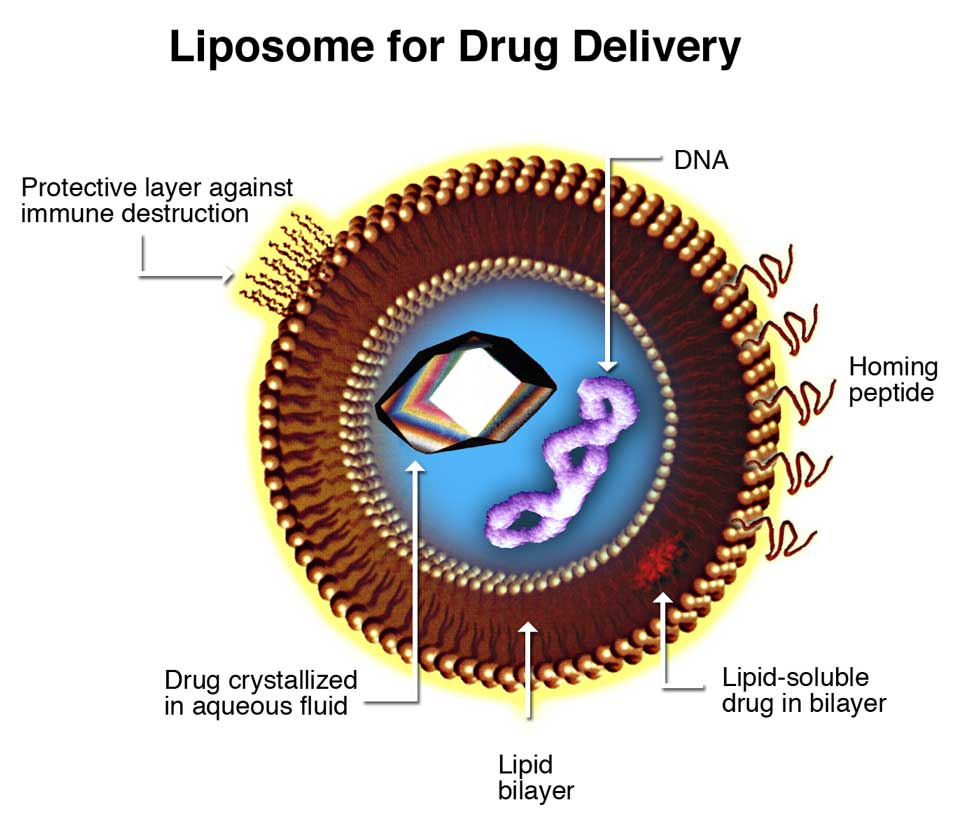
リポソームは、リン脂質からなる複合構造であり、少量の他の分子を含むことができる。リポソームのサイズは、低マイクロメートルから数十マイクロメートルまでさまざまであるが、ここに示すように、単層リポソームは通常、より小さなサイズ範囲にあり、表面にさまざな標的化リガンドが付着しているため、病気の治療のためにその表面に付着し、病理領域に蓄積することを可能にしている。

現在、標的化ドラッグデリバリーに使用されている最も一般的な担体はリポソームである。リポソームは、繰り返し注射しても無毒、非溶血性、非免疫原性であり、生体適合性および生分解性があり、クリアランス機構（単核貪食細胞系（網状内皮系、RESとも）、腎クリアランス、化学的または酵素的不活性化など）を回避するように設計できる。脂質ベースのリガンドコーティングされたナノキャリアは、担持される薬物/造影剤の性質に応じて、疎水性シェルまたは親水性内部に有効薬を格納することができる。
生体内（in vivo）でリポソームを使用する唯一の問題は、RESシステムによる即時の取り込みおよびクリアランス、およびin vitroでの比較的低い安定性である。これに対抗するために、ポリエチレングリコール（PEG）をリポソームの表面に加えることができる。リポソーム表面上のPEGのモルパーセントを4〜10％増加させると、in vivoでの循環時間が200分から1000分へと、有意に増加した。
リポソームナノキャリアのPEG化は、脂質ベースのナノキャリアに一般的に付与される受動的標的化機構を維持しながら、作成物（人工的な遺伝子など）の半減期を延長する。送達システムとして使われる場合、作成物内の不安定性を高める能力が一般的に利用され、in vivoで標的組織/細胞に近接してカプセル化された治療薬の選択的な放出を可能にする。このナノキャリアシステムは、解糖への過度な依存によって引き起こされる腫瘍塊の酸性度が薬物放出を引き起こすので、一般的に抗がん剤治療で使用される。

### ミセルとデンドリマー
使用されるドラッグデリバリー担体の別の種類は、高分子ミセルである。これは、親水性と疎水性の両方のモノマー単位からなる特定の両親媒性共重合体から調製される。それらは溶解性の悪い薬物を運ぶために使用できる。この方法では、サイズ制御や機能の展延性（てんえんせい、素材が柔軟に変形する性質。可鍛性とも）の面ではほとんどメリットはない。反応性ポリマーとともに疎水性添加剤を利用して、より大きなミセルを製造し、さまざまなサイズのミセルを作る技術が開発されている。
デンドリマーもまた、ポリマーベースのデリバリー担体である。デンドリマーは、一定の間隔で枝分かれしたコアを持ち、小さくて球状の非常に密度の高いナノキャリアを形成する。

### 生分解性粒子
生分解性粒子（英: biodegradable particle）は、疾患組織を標的とするだけでなく、その有効薬を徐放性治療として送達する能力を持っている。P-セレクチン、内皮セレクチン（E-セレクチン）およびICAM-1に対するリガンドを持つ生分解性粒子は、炎症を起こした血管内皮に付着することが判明している。したがって、生分解性粒子は、心臓組織にも使用できる。

### 人工DNAナノ構造
DNAなどの核酸から人工的に設計されたナノ構造体を構築するDNAナノテクノロジーの成功と、DNAコンピューティングシステムの実証を組み合わせ、人工核酸ナノデバイスを用いて、その環境を直接感知して標的化ドラッグデリバリーを行うことができるのではないかと推測されている。これらの方法は、DNAを構造材料および化学物質としてのみ利用し、遺伝情報の担い手としての生物学的な役割は利用しない。特定のmRNAなどの刺激に反応してのみ薬物を放出するシステムの中心となりうる核酸論理回路が実証されている。さらに、DNAオリガミ法を用いて、制御可能な蓋を備えた「DNAボックス」が合成されている。この構造は、薬物を閉じた状態で封入し、任意の刺激に反応してのみそれを放出することができる。

## 応用
標的化ドラッグデリバリーは、心血管疾患や糖尿病などの多くの疾患の治療に使用できる。ただし、標的化ドラッグデリバリーの最も重要な応用は、癌性腫瘍の治療である。その際、腫瘍を標的化する受動的方法は、血管透過性・滞留性亢進効果（EPR）を利用する。これは腫瘍に特有の状況で、血管が急速に形成され、リンパ液の排出が不十分なために生じる。血管が非常に急速に形成されると、100～600ナノメートルのサイズの大きな窓ができ、ナノ粒子の侵入が促進される。さらに、リンパ排液が不十分であることは、大量流入したナノ粒子が腫瘍からほとんど出てゆかないことを意味し、治療を成功させるためにより多くのナノ粒子が保持される。
米国心臓協会は、心血管疾患を米国における死因の第一位としている。米国では毎年150万人の心筋梗塞（MI）が発生し、そのうち50万人が死亡している。心臓発作に関連する費用は年間600億ドルを超えている。そのため、最適な回復システムの開発が求められている。この問題を解決するための鍵は、病変組織を直接標的にできる医薬品を効果的に使用することにある。この技術は、さまざまな病気を治すためのより多くの再生医療を開発するのに役立つ。近年、心臓病を治療するために多くの再生戦略が開発されたことは、心臓病の管理を目的とした従来のアプローチからのパラダイムシフトを表している。
幹細胞治療は、心筋梗塞が起こる前に微小環境を作成／サポートすることで心筋組織の再生を助け、心臓の収縮機能を回復させるのに役立つ。腫瘍に対する標的化ドラッグデリバリーの開発が、心臓組織への標的化ドラッグデリバリーという急成長分野の基礎を提供してきた。最近の開発により、腫瘍には異なる内皮表面が存在することが明らかになり、内皮細胞接着分子を介した腫瘍への標的化ドラッグデリバリーという概念につながった。
リポソームは、結核の治療のためのドラッグデリバリーとして使用することができる。従来の結核の治療法は、皮膚から行った化学療法の効果があまり高くないことがあり、これは化学療法が感染部位で十分な濃度で行われなかったことが原因である可能性がある。リポソーム送達システムは、より良いマイクロファージ浸透を可能にし、感染部位でより良い濃度を構築する。薬物の送達は、静脈内および吸入によって機能する。リポソームは消化器系で分解するため、経口摂取は推奨されていない。
また、3Dプリンティングは、がん性腫瘍をより効率的に標的にする方法を調べるために医師が利用している。プラスチック製の3D形状の腫瘍を作成し、治療に使用する薬物を充填することにより、液体の流れを観察して、薬物の投与量と標的位置を変更することができる。

## 参照項目
- 分子標的治療
- ナノメディシン
- 抗体薬物複合体
- レトロメタボリックドラッグデザイン（英語版）
- 磁気的ドラッグデリバリー（英語版）

## 推薦文献
- Schroeder, Avi; Honen, Reuma; Turjeman, Keren; Gabizon, Alberto; Kost, Joseph; Barenholz, Yechezkel (2009). “Ultrasound triggered release of cisplatin from liposomes in murine tumors”. Journal of Controlled Release 137 (1):  63–8. doi:10.1016/j.jconrel.2009.03.007. PMID 19303426.
- Scott, Robert C.; Wang, Bin; Nallamothu, Ramakrishna; Pattillo, Christopher B.; Perez-Liz, Georgina; Issekutz, Andrew; Valle, Luis Del; Wood, George C. et al. (2007). “Targeted delivery of antibody conjugated liposomal drug carriers to rat myocardial infarction”. Biotechnology and Bioengineering 96 (4):  795–802. doi:10.1002/bit.21233. PMID 17051598.
- Scott, Robert C; Crabbe, Deborah; Krynska, Barbara; Ansari, Ramin; Kiani, Mohammad F (2008). “Aiming for the heart: targeted delivery of drugs to diseased cardiac tissue”. Expert Opinion on Drug Delivery 5 (4):  459–70. doi:10.1517/17425247.5.4.459. PMID 18426386.
- Wang, Bin; Rosano, Jenna M; Cheheltani, Rabe'e; Achary, Mohan P; Kiani, Mohammad F (2010). “Towards a targeted multi-drug delivery approach to improve therapeutic efficacy in breast cancer”. Expert Opinion on Drug Delivery 7 (10):  1159–73. doi:10.1517/17425247.2010.513968. PMID 20738211.
- Wang, Bin; Scott, Robert C.; Pattillo, Christopher B.; Prabhakarpandian, Balabhaskar; Sundaram, Shankar; Kiani, Mohammad F. (2008). “Modeling Oxygenation and Selective Delivery of Drug Carriers Post-Myocardial Infarction”. In Kang, Kyung A.; Harrison, David K.; Bruley, Duane F.. Oxygen Transport to Tissue XXIX. Advances in Experimental Medicine and Biology. 614. Springer. pp. 333–43. doi:10.1007/978-0-387-74911-2_37. ISBN 978-0-387-74910-5. PMID 18290344978-0-387-74910-5
- YashRoy R.C. (1999) Targeted drug delivery.Proceedings  ICAR Short Course on "Recent approaches on clinical pharmacokinetics and therapeutic monitoring of drugs in farm animals", Oct 25 to Nov 3, 1999, Div of Pharmacology and Toxicology, IVRI, Izatnagar (India), pp. 129–136. https://www.researchgate.net/publication/233426779_Targeted_drug_delivery?ev=prf_pub